# City of Lancaster
Lancaster is een district  met de officiële titel van city, in het shire-graafschap (non-metropolitan county OF county) Lancashire en telt 144.000 inwoners. De oppervlakte bedraagt 576 km². De hoofdplaats is Lancaster met ruim 40.000 inwoners.
Van de bevolking is 17,8% ouder dan 65 jaar. De werkloosheid bedraagt 3,6% van de beroepsbevolking (cijfers volkstelling 2001).

## Plaatsen in district City of Lancaster
- Lancaster

## Civil parishesin district Lancaster
Arkholme-with-Cawood, Bolton-le-Sands, Borwick, Burrow-with-Burrow, Cantsfield, Carnforth, Caton-with-Littledale, Claughton, Cockerham, Ellel, Gressingham, Halton-with-Aughton, Heaton-with-Oxcliffe, Hornby-with-Farleton, Ireby, Leck, Melling-with-Wrayton, Middleton, Morecambe, Nether Kellet, Over Kellet, Over Wyresdale, Overton, Priest Hutton, Quernmore, Roeburndale, Scotforth, Silverdale, Slyne-with-Hest, Tatham, Thurnham, Tunstall, Warton, Wennington, Whittington, Wray-with-Botton, Yealand Conyers, Yealand Redmayne.